# Blueprints for the Black Market
Blueprints for the Black Market é o álbum de estreia da banda Anberlin, lançado a 6 de Maio de 2003.
O disco vendeu mais de 60 mil cópias.
| Críticas profissionais                                                      | Críticas profissionais |
| Avaliações da crítica                                                       | Avaliações da crítica  |
| Fonte                                                                       | Avaliação              |
| --------------------------------------------------------------------------- | ---------------------- |
| allmusic                                                                    | [ 2 ]                  |
| Jesus Freak Hideout                                                         | [ 3 ]                  |
| Esta tabela precisa de ser acompanhada por texto em prosa. Consulte o guia. |                        |

## Faixas
Todas as faixas por Anberlin, exceto onde anotado.
1. "Readyfuels" – 3:37
2. "Foreign Language" – 2:49
3. "Change the World (Lost Ones)" – 3:59
4. "Cold War Transmissions" – 3:12
5. "Glass to the Arson" – 3:29
6. "The Undeveloped Story" – 3:27
7. "Autobahn" – 3:25
8. "We Dreamt in Heist" – 3:17
9. "Love Song" (W. Bransby, S. Gallup, R. O'Donnell, R. Smith, P. Thompson, L. Tolhurst) – 3:05 (Cover de The Cure)
10. "Cadence" – 3:17
11. "Naïve Orleans" – 4:08

## Créditos
- Stephen Christian – Vocal
- Joseph Milligan – Guitarra
- Nathan Young – Bateria
- Joey Bruce – Guitarra
- Deon Rexroat – Baixo